# クセナカンサス
クセナカンサスまたはクセナカンタス（学名：Xenacanthus）は、先史時代のサメの属。本属の最初の種はデボン紀に出現し、約2億年前の三畳紀末まで生息した。化石は数多くの種が世界中から産出している。

## 記載

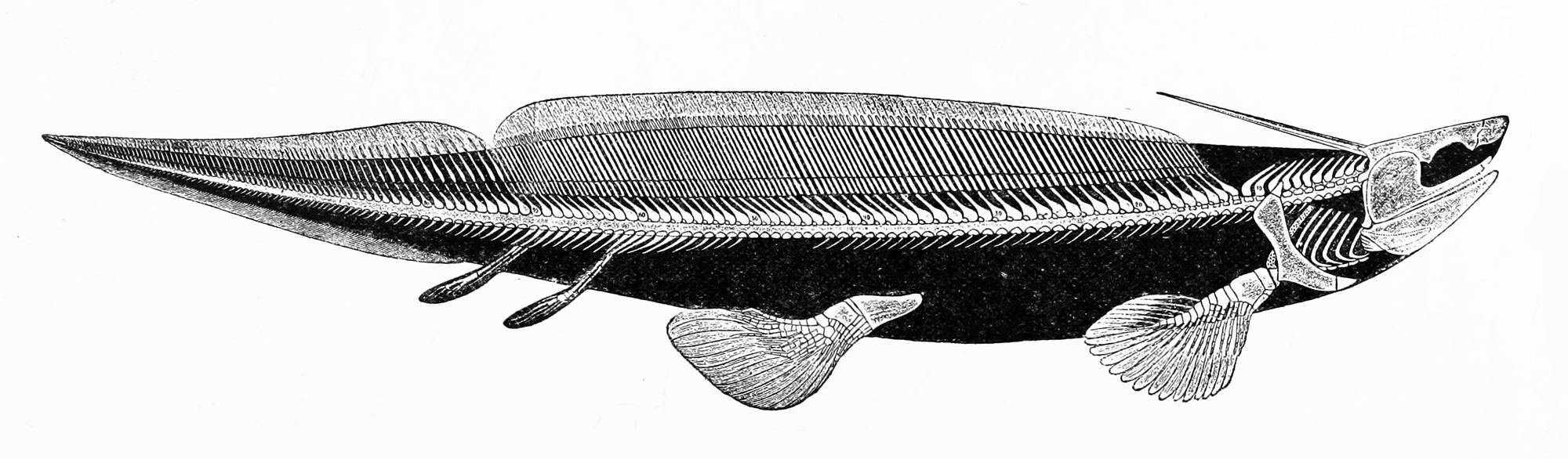
X. decheni の骨格復元

クセナカンサスには現在のサメと大きく異なる数多くの特徴がある。クセナカンサスは淡水生のサメで、全長は1メートル程度である。背びれはリボン状で背中と尾の近くの全域に及び、そこから尾びれに繋がっている。その配置は現在のアナゴ属に類似し、クセナカンサスも同様の遊泳方法を取っていたと考えられている。頭の背側から目立つ棘が突出しており、クセナカンサスの属名の由来となっている。アカエイなどの持つ棘と同様にこの棘は有毒であると推測されており、エイとサメは近縁であるためこの仮説はもっともらしい。歯はV字型で、小型の甲殻類や装飾を持つ魚類を捕食していた可能性がある。
全ての化石種のサメと同様に、クセナカンサスの化石は主に歯と棘から知られている。

## 種
- X. atriossis
- X. compressus
- X. decheni（模式種）
- X. denticulatus
- X. erectus
- X. gibbosus
- X. gracilis
- X. howsei
- X. laevissimus
- X. latus
- X. luedernesis
- X. moorei
- X. ossiani
- X. ovalis
- X. parallelus
- X. parvidens
- X. ragonhai - Rio do Rasto 層（ブラジル）[3]
- X. robustus
- X. serratus
- X. slaughteri
- X. taylori